# ابوا دامور

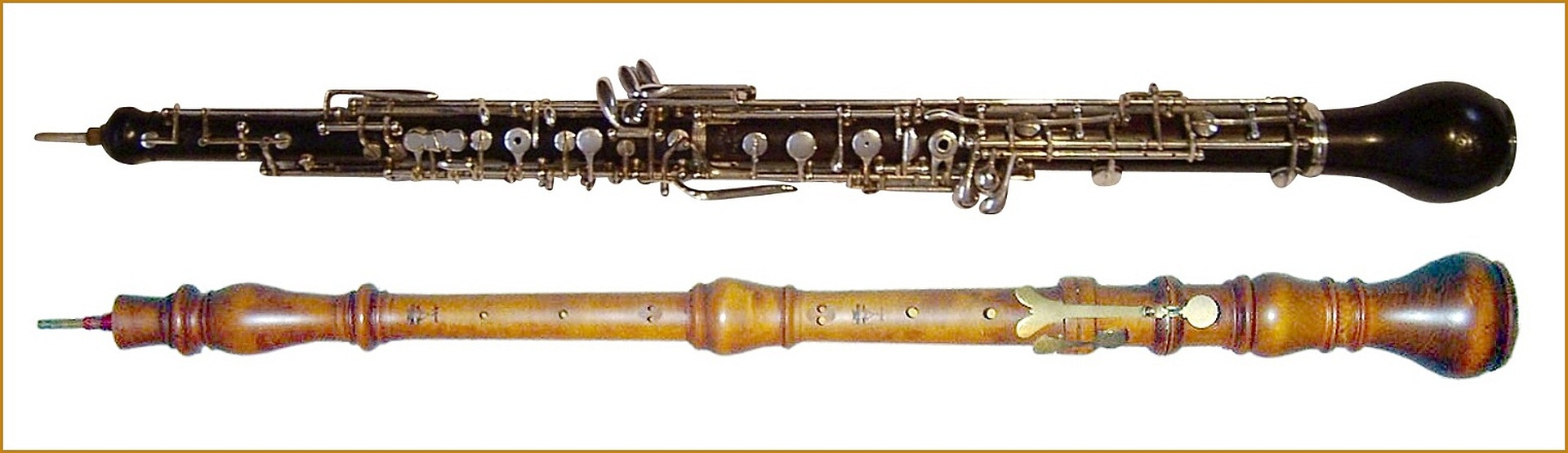
نمایی از ساختار دو‌نوع ساز ابوا دامور. (ساز بالایی در دوران مدرن ساخته‌شده، ساز پایینی مرتبط با دورهٔ باروک است.)

ابوا دامور (به ایتالیایی: Oboe d'amore و به معنی «ابوای عشق») یک ساز بادی از گروه دو قمیشی و از خانوادهٔ ابوا است و گونهٔ صدای آن در بازهٔ آلتو و مزو سوپرانو قرار دارد. انگشت‌گذاری این ساز به مانند ابوا و صدای آن نسبت به ابوا نرم، آرام و ظریف است ولی کیفیت صداهای اوج آن قابل پذیرش نیست. طول لولهٔ صوتی ابوا دامور نزدیک به ۶۵ سانتی‌متر و انتهای آن به شکل وافور است. این ساز، در لا و به اندازهٔ یک سوم کوچک پایین‌تر از ابوا کوک می‌شود.
از جمله موسیقی‌دانانی که ساز ابوا دامور را در آثار خود به کاربرده‌اند یوهان سباستین باخ و ریشارد اشتراوس هستند.

## تاریخچه
ابوا دامور برای اولین بار در سال ۱۷۱۷ توسط کریستف گراپنر استفاده شد. در دورهٔ باروک، دیگر سازهای این خانواده همچون اوبوئه داکاچا نیز مورد استفاده بودند که سپس همگی جای خود را به کر آنگله دادند. ابوا دامور توسط یوهان سباستین باخ، جورج فیلیپ تلمان و هاینریش استوزل مورد استفاده بوده‌است. آخرین موسیقی‌دانی که در قرن ۱۸ این ساز را به‌کار برد، کارل دیترز وان دیترزدورف بود و پس از آن تا نیمهٔ دوم قرن ۱۹ از این ساز استفاده نمی‌شد. در آن زمان ریشارد اشتراوس و شارل کوکلن و چند موسیقی‌دان دیگر از این ساز در آثارشان استفاده کردند.

## ساختار ساز
بدنهٔ ابوا دامور معمولاً از چوب‌های سخت ساخته می‌شود و کلیدها فلزی هستند تا انگشت‌گذاری را آسان کنند. ابوا دامور کمی از ابوای معمولی بزرگ‌تر است.
دهانهٔ این ساز (همانند بیشتر سازهای خانوادهٔ ابوا) دارای دو قمیش مستطیلی کوچک است که در کنار یکدیگر قرار داشته و به هم وصل شده‌اند، که هوای دمیده شده توسط نوازنده از بین قمیش‌ها عبور کرده و آنها را به ارتعاش درمی‌آورد و در نتیجه صدای ساز تولید می‌شود.